# Daniel Benyamin
Daniel Benyamin (auch Daniel Benjamin; * 14. Juli 1979) ist ein Sänger, Songwriter und Komponist aus Deutschland. Er spielt mehrere Instrumente, live oft mehrere gleichzeitig. Aufnahmen produziert und arrangiert er selbst. Er widmet sich verschiedensten Musikstilen wie Indie, Pop, Jazz und Klassik.

## Karriere
Schon als Kind machte Benyamin erste Erfahrungen mit dem Mehrspurrecording.
Daniel Benyamin startete 2003 eine Solokarriere und veröffentlichte seither fünf EPs im Eigenvertrieb und drei Alben beim deutschen Indielabel Haldern Pop Recordings. Mit den 14 Songs von Daniel Benyamin (2006) und weiteren spielte Daniel Benyamin über 500 Konzerte in 15 Ländern.
Neben seinen Soloauftritten war Daniel Benyamin auch bis zur Auflösung der Band 2009 mit Jumbo Jet als deren Schlagzeuger unterwegs. Ende des Jahres 2017 schlossen sich die Mitglieder von Jumbo Jet für eine letzte Deutschland-Tour in elf Städten zusammen.
2010 wurde Daniel Benyamin als Support für vier Auftritte von Whitney Houston in Deutschland und Österreich gebucht. In den folgenden Jahren trat er weiterhin als Support bei Sufjan Stevens, Jose Gonzales und The Flaming Lips auf.
Ab Januar 2011 wandte sich Daniel Benyamin von seinem Soloprojekt ab. Stattdessen fokussierte er sich auf das Duo SEA + AIR, welches er mit seiner Ehefrau Eleni Zafiriadou gründete. Dabei agierte Daniel Benyamin nicht nur als Musiker, sondern gleichzeitig als Produzent. 2018 löste sich nach der Trennung des Ehepaars auch SEA + AIR auf.
Nach der Auflösung des Duos SEA + AIR startete der Künstler erneut sein Soloprojekt. Statt des bürgerlichen Namens sollte es nun Daniel Benyamin heißen. Damit wollte er sich vom Künstler Daniel Benjamin aus dem Vereinigten Königreich abgrenzen, um Verwechslungen zu vermeiden. 2020 erschien das Album Solitarity, das er in Eigenregie über seine eigene Homepage veröffentlichte. Mit der Hilfe vier befreundeter Künstler setze er das Projekt um. Fünf Prozent der Einnahmen gingen außerdem an die Organisation Stand By Me Lesbos, die sich um den Schutz der Flüchtlinge im Camp Moria kümmert. 2022 gründete Daniel Benyamin sein eigenes Musiklabel Ghost Palace Records. Laut eigener Angaben wolle das Label non-profit, artist-friendly und international agieren. 2022 erschien dort auch sein Album Eral Fun.

## Diskografie

### EPs
- The Field (Eigenveröffentlichung, 2003)
- The Ocean (Split-EP mit Norfolk & Western) (Eigenveröffentlichung, 2003)
- The City (Eigenveröffentlichung, 2004)
- The Mountain (Eigenveröffentlichung, 2004)
- Lightning Strike Me (Eigenveröffentlichung, 2004)

### Alben
- Daniel Benyamin (Eigenveröffentlichung, 2005)
- Daniel Benyamin (Haldern Pop Recordings, 2006)
- Daniel Benyamin (Haldern Pop Recordings, 2006)
- Daniel Benyamin, 2. Edition mit Bonus-CD mit weiteren 19 Tracks (Haldern Pop Recordings, 2007)
- There’s a Monster Under Your Deathbed (Haldern Pop Recordings, 2009)
- There’s a Deathbed for Your Monster (Haldern Pop Recordings, 2010)
- Solitarity (Eigenveröffentlichung, 2020)
- Eral Fun (Ghost Palace Records, 2022)

### Compilations
- Bloodculture Compilation No. 1 CD (2004)
- Bloodculture Compilation No. 2 CD (2005)

### Jumbo Jet
- Jumbo Jet (Blood Culture, 2005)
- Bang Bang Headshot EP (Haldern Pop Recordings, 2008)

## Filmografie (Auswahl)
- 2012: Bloch: Heißkalte Seele (zusammen mit Eleni Zafiriadou als SEA + AIR)
- 2012: Schuld sind immer die Anderen
- 2018: Tatort: Der Mann, der lügt (zusammen mit Eleni Zafiriadou als SEA + AIR)
- 2019: Tage des letzten Schnees

## Auszeichnungen
- 2013 „Music Award Region Stuttgart“ in der Kategorie „Bester Newcomer“[5]
- 2013 kanadischer Studiopreis „2013 Streaming Cafe Indie Recording Grant“
- 2015 "Deutscher Musikautorenpreis" (Nachwuchspreis)[6]